# Saint-Laurent-sous-Coiron
Saint-Laurent-sous-Coiron är en kommun i departementet Ardèche i regionen Auvergne-Rhône-Alpes i sydöstra Frankrike. Kommunen ligger  i kantonen Villeneuve-de-Berg som ligger i arrondissementet Largentière. År 2022 hade Saint-Laurent-sous-Coiron 120 invånare.

## Befolkningsutveckling
Antalet invånare i kommunen Saint-Laurent-sous-Coiron
Referens: INSEE